# SLX4IP
SLX4IP‏ (SLX4 interacting protein) هوَ بروتين يُشَفر بواسطة جين SLX4IP في الإنسان.